# جاستن هاردي
جاستن هاردي (بالإنجليزية: Justin Hardy)‏ هو لاعب كرة قدم أمريكية أمريكي، ولد في 18 ديسمبر 1991 في فانسبورو في الولايات المتحدة.

## وصلات خارجية
- جاستن هاردي على موقع مرجع كرة القدم المحترفة.كوم (الإنجليزية)
- جاستن هاردي على موقع كلية كرة القدم في سبورتس رفرنس.كوم (الإنجليزية)